# Cylindroniscus yucatanensis
Cylindroniscus yucatanensis är en kräftdjursart som först beskrevs av Stanley B. Mulaik 1960.  Cylindroniscus yucatanensis ingår i släktet Cylindroniscus och familjen Trichoniscidae. Inga underarter finns listade i Catalogue of Life.